# Телескоп CFHT
CFHT (англ. Canada-France-Hawaii Telescope, канадсько-французько-гавайський телескоп) — телескоп, розташований на вершині вулкана Мауна-Кея на острові Гаваї (США). Побудований у 1977 р.
У телескопі застосовано схему Кассегрена з апертурою 3,58 м.